# Вирус (албум Филипа Митровића)
Вирус је деби албум српског поп-фолк певача Филипа Митровића издат 2017. године за Гранд продакшн. Већина песама су композиције грчког певача Стена. Пратећи вокали на албуму су Катарина Живковић, Ивана Селаков, док су текстове писали Дивна Миловановић и Александар Маријан, а музику за остале песме радио је Бојан Васић. За све песме снимљени су музички спотови објављени на јутјуб каналу певача.

## Списак песама
| №   | Назив                  | Трајање |  |
| 1.  | Да те растуре          | 3:12    |  |
| 2.  | Клошар                 | 3:35    |  |
| 3.  | Љубав = бол            | 3:12    |  |
| 4.  | Вирус (убија ме то)    | 4:22    |  |
| 5.  | Анђеле мој             | 4:09    |  |
| 6.  | Забрањено моје         | 3:10    |  |
| 7.  | Не причам ником о теби | 3:45    |  |
| 8.  | Љубавни паразит        | 3:37    |  |
| 9.  | Антидепресив           | 3:19    |  |
| 10. | Бели град              | 3:21    |  |
| 11. | Лудо срце              | 4:18    |  |